# Julian Brandt
Julian Brandt (bʁant; (2 de maig de 1996, Bremen, Alemanya) és un futbolista professional alemany que juga com a extrem amb el Borussia Dortmund i la selecció alemanya.
Brandt va fer més de 55 aparicions combinades amb les seleccions juvenils d'Alemanya, jugant a tots els nivells des de la sub-15 fins a la sub-21. Va ser membre de l'equip que va guanyar el Campionat d'Europa sub-19 de la UEFA el 2014.

## Participacions amb la selecció
| Competició                                | Seu       | Resultat  |
| ----------------------------------------- | --------- | --------- |
| Campionat Europeu sub-17 de la UEFA 2012  | Eslovènia | Subcampió |
| Campionato Europeu de la UEFA sub-19 2014 | Hongria   | Campió    |
| Jocs Olímpics 2016                        | Rio       | Subcampió |
| Copa Confederacions 2017                  | Rússia    | Campió    |

## Estadístiques
| Club                           | Temporada               | Lliga   | Lliga | Lliga   | Copa    | Copa | Copa    | Internacional | Internacional | Internacional | Total   | Total | Total   |
| Club                           | Temporada               | Partits | Gols  | Assist. | Partits | Gols | Assist. | Partits       | Gols          | Assist.       | Partits | Gols  | Assist. |
| ------------------------------ | ----------------------- | ------- | ----- | ------- | ------- | ---- | ------- | ------------- | ------------- | ------------- | ------- | ----- | ------- |
| Bayer 04 Leverkusen · Alemanya | 2012-13                 | 0       | 0     | 0       | -       | -    | -       | -             | -             | -             | 0       | 0     | 0       |
| Bayer 04 Leverkusen · Alemanya | 2013-14                 | 12      | 2     | 3       | -       | -    | -       | 2             | 0             | 0             | 14      | 2     | 8       |
| Bayer 04 Leverkusen · Alemanya | 2014-15                 | 25      | 4     | 2       | 4       | 0    | 3       | 6             | 0             | 0             | 35      | 4     | 2       |
| Bayer 04 Leverkusen · Alemanya | 2015-16                 | 29      | 9     | 5       | 3       | 1    | 3       | 12            | 0             | 0             | 44      | 10    | 8       |
| Bayer 04 Leverkusen · Alemanya | 2016-17                 | 16      | 2     | 6       | -       | -    | -       | 6             | 1             | 0             | 25      | 4     | 7       |
| Bayer 04 Leverkusen · Alemanya | Total                   | 82      | 17    | 16      | 7       | 1    | 6       | 26            | 1             | 0             | 118     | 20    | 25      |
| Total a la seva carrera        | Total a la seva carrera | 82      | 17    | 16      | 7       | 1    | 6       | 26            | 1             | 0             | 118     | 20    | 25      |

## Palmarès
| Títol               | Equip    | Seu    | Any  |
| ------------------- | -------- | ------ | ---- |
| Copa Confederacions | Alemanya | Rússia | 2017 |